# Руські Краї
Руські Краї (Русские Краи) — село в Кікнурському районі Кіровської області Росії.

## Географія
Село розташоване на відстані приблизно 23 км по прямій на півніяний захід від райцентру, селище Кікнур.

## Історія
Село засноване 1855 року на місці села Вятські Краї для будівництва церкви (Троїцької) (1867—1883 роки).
До січня 2020 року входила до Кікнурського сільського поселення до його скасування.

## Населення
| 2010 |
| ---- |
| 359  |

### Історична чисельність населення
В 1873 враховано 12 дворів і 144 жителів, в 1905, 87 дворів і 488 жителів, в 1926 дворів 103 і 366 жителів, в 1950, 203 дворів і 533 жителів, в 1989 проживало 732 людини.
Постійне населення становило 606 осіб (росіяни 93%) у 2002 році, 359 у 2010.

## Інфраструктура

### Визначні пам'ятки
- Троїцька церква

1. 1 2 3  ОКТМО. 185/2016. Volga Federal District
2. ↑  https://kirovstat.gks.ru/storage/mediabank/tom12%5B1%5D.pdf
3. ↑  Всероссийская перепись населения 2010. Том 12. Населённые пункты Кировской области. Архів оригіналу (PDF) за 1 травня 2014. Процитовано 1 травня 2014.